# جيري شامبرلين
جيري شامبرلين (بالإنجليزية: Jerry Chamberlain)‏ هو ملحن وعازف قيثارة ومغني ومغن مؤلف أمريكي، ولد في 25 فبراير 1952.